# Campo San Polo

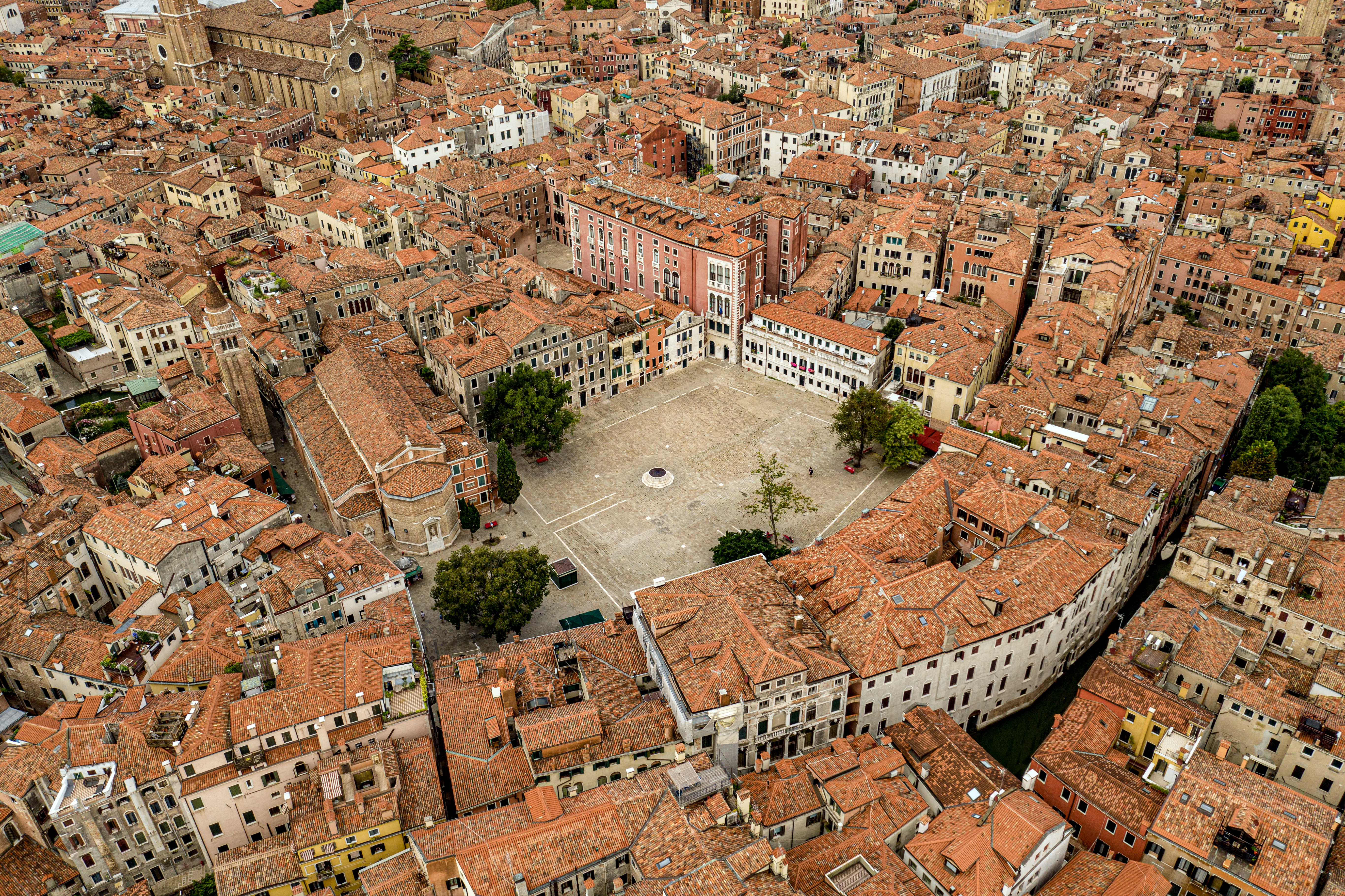
Der leere Campo im August 2020

Der Campo San Polo ist der zweitgrößte Platz in Venedig. Da der größte die Piazza San Marco ist, ist er zugleich der größte Campo in der Stadt. Er befindet sich im gleichnamigen Stadtsechstel (Sestiere).

Blick nach Nordwesten über den Platz

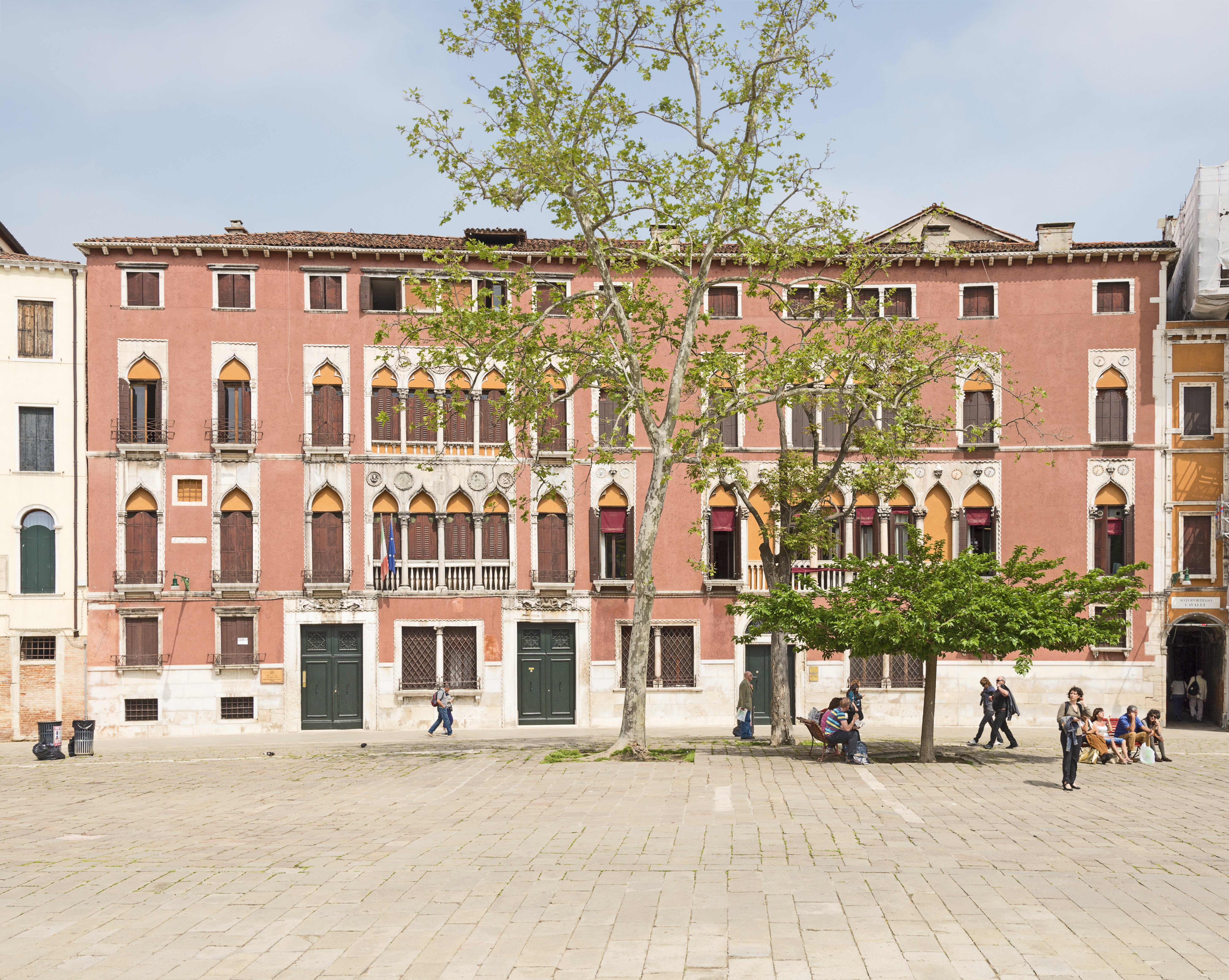
Palazzo Soranzo an der Ostseite des Campos

## Gebäude

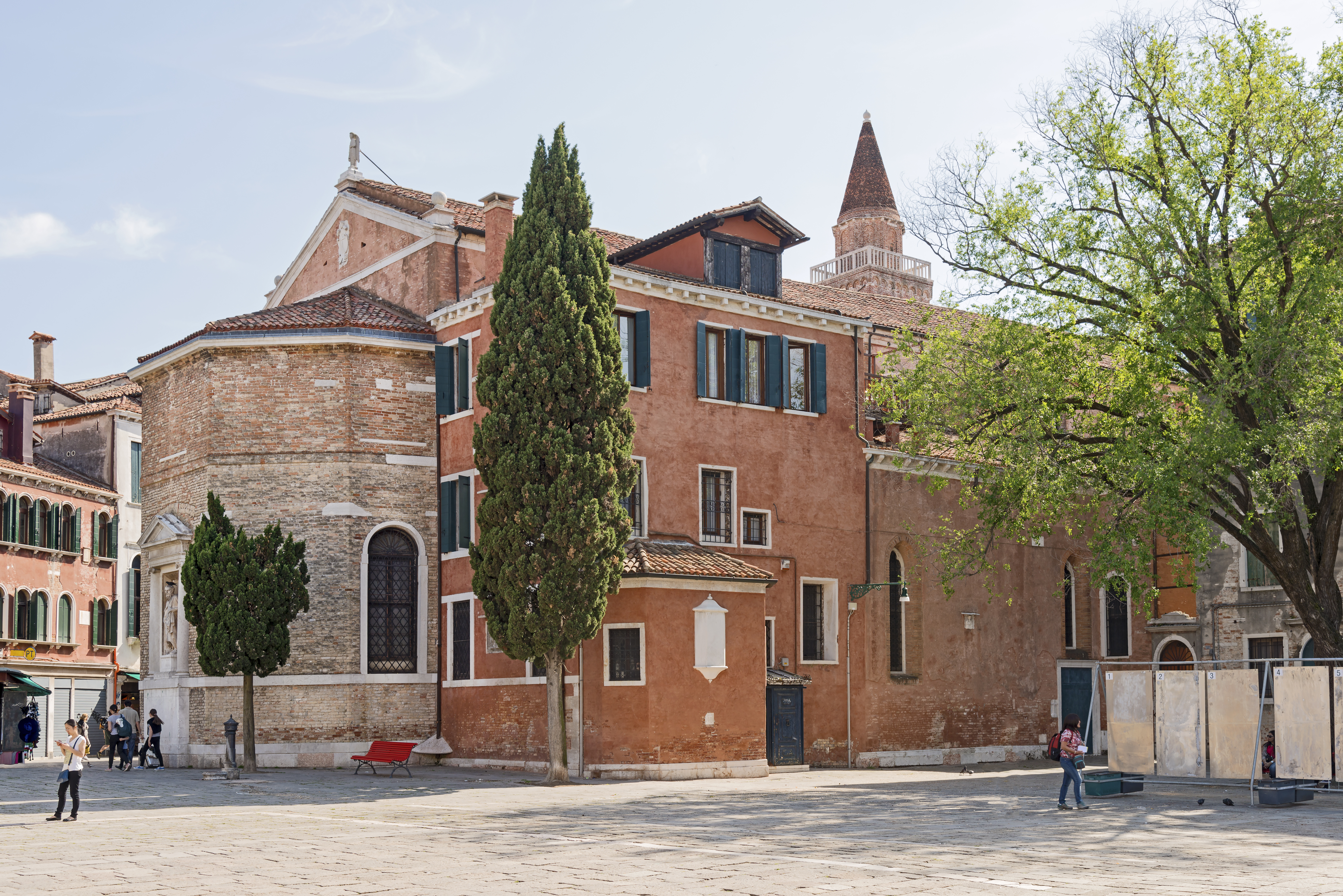
Der Chor der San-Polo-Kirche

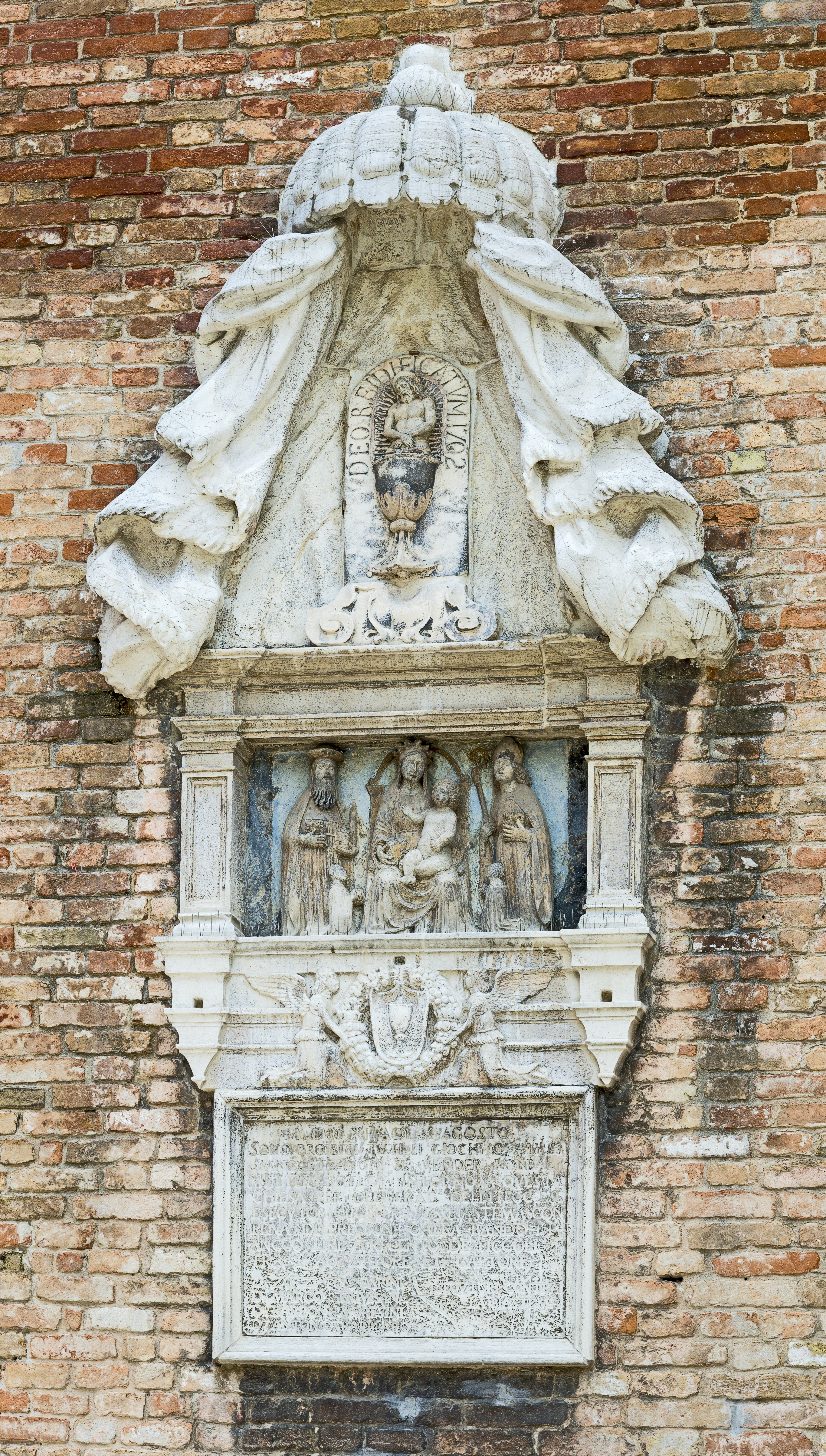
Inschrift an der Außenwand von San Polo, die das Spiel und den Verkauf auf dem Platz vor der Kirche unter Androhung drakonischer Strafen untersagt, 10. August 1611

Im Südosten befindet sich die namengebende Kirche San Polo, die mit ihrem Chor an den Platz grenzt. Sie wurde im 9. Jahrhundert geweiht, im 14. und 15. Jahrhundert gotisch umgestaltet.
Am Campo befinden sich darüber hinaus mehrere Palazzi, wie der gotische Doppelpalazzo Soranzo (San Polo 2169-71) aus dem 14./15. Jahrhundert an der Nordseite des Platzes, bei dem die linke Seite die ältere ist. Dazu kommt der Palazzo Balbi (San Polo 2172), die Ca’ Donà (2177), der Palazzo Maffetti, heute Tiepolo, und der Landzugang zum Palazzo Corner Mocenigo (2128). Beim Palazzo Corner Mocenigo handelt sich um ein Werk von Michele Sanmicheli. Er richtet jedoch seine Hauptfassade auf den Kanal, also den Rio San Polo, nicht auf den Campo. Auf den Platz weisen nur zwei dreibogige Loggien in den piani nobili. Der Garzoni-Palast an der Westseite wurde im 19. Jahrhundert durch ein Wohnhaus ersetzt.
1840 wurde an der Nordseite des Campo das klassizistische Gebäude der Druckerei Tipografia Tasso (San Polo 2156) errichtet.

## Geschichte
Während der Platz im Mittelalter noch als Viehweide und für Gartenanlagen genutzt wurde, und seine Ostseite als Nord-Süd-Verbindung für Fußgänger diente, wurde er 1493 vollständig gepflastert. Dazu erhielt er einen der zahlreichen Brunnen der Stadt. Ab 1497 wurden Maskenbälle aufgeführt. Der Campo verwandelte sich in einen Platz für öffentliche Zeremonien und Messen. Mittwochs fand zudem ein Wochenmarkt statt. Dabei versuchte die Regierung immer wieder, das Glücksspiel zu unterbinden. Eine Tafel von 1611, die an der dem Platz zugewandten Apsis der Kirche San Polo angebracht wurde, droht mit harten Strafen.
Am 26. Februar 1548 wurde hier Lorenzino de’ Medici nebst seinem Onkel Alessandro Soderini vor dem Haus seiner Geliebten Elena Barozzi ermordet. Lorenzino hatte 1537 Herzog Alessandro de’ Medici ermordet und war nach Venedig geflohen, von dort nach Konstantinopel und Paris, um dann wieder nach Venedig zurückzukehren. Herzog Cosimo I. de’ Medici sorgte dafür, dass Francesco Bibboni und ein Bebo da Volterra neben Lorenzino ein Zimmer mieteten, um Lorenzino zu ermorden.
1783 errichteten rund 120 junge Adlige eine Art Amphitheater, um nach dem Vorbild des Veroneser Giovedì Gnoccolaro im Karneval Brot und andere Lebensmittel zu verteilen.
1809 wurde der Samstagsmarkt vom Markusplatz auf den Campo San Polo verlegt.
Der schmale Kanal vor dem Palazzo Soranzo wurde im 19. Jahrhundert zugeschüttet, jedoch lässt die Pflasterung noch seinen Verlauf erkennen.